# Berdychowo (powiat leszczyński)
Berdychowo – osada w Polsce położona w województwie wielkopolskim, w powiecie leszczyńskim, w gminie Osieczna.
W latach 1975–1998 miejscowość administracyjnie należała do województwa leszczyńskiego.